# Ján Kovalik
Ján Kovalik, též Ján Kovalik-Ústiansky (27. listopadu 1861 Ústie nad Oravou – 8. března 1950 Žilina), byl slovenský a československý básník a politik; meziválečný poslanec a senátor za Hlinkovu slovenskou ľudovou stranu.

## Biografie
V letech 1872-1880 studoval na gymnáziu v Banské Bystrici, pak v letech 1880-1885 filozofii na Vídeňské univerzitě a na univerzitě v Budapešti. Pak pracoval jako profesor na gymnáziu v Trstené, později v Žilině. Působil i na uměleckém poli. Psal básně ve stylu romantismu. Od roku 1879 publikoval vlastenecké verše v časopise Orol. Ovlivnil ho Ľudovít Štúr a Pavol Országh Hviezdoslav. Je rovněž autorem filozofického spisu Adaptio és emancipatio (1885).
Zasedal v Revolučním národním shromáždění. Zastupoval zde slovenskou reprezentaci (slovenští poslanci Revolučního národního shromáždění se ještě nedělili podle stranické příslušnosti). Mandátu poslance se ale ujal až roku 1920. Byl povoláním profesorem.
V parlamentních volbách v roce 1920 získal senátorské křeslo v Národním shromáždění. Zvolen byl na společné kandidátce Slovenské ľudové strany a celostátní Československé strany lidové. V roce 1921 ovšem slovenští poslanci vystoupili ze společného poslaneckého klubu a nadále již fungovali jako samostatná politická formace. Mandát obhájil v parlamentních volbách v roce 1925 a parlamentních volbách v roce 1929. V senátu setrval do roku 1935.
V letech 1935-1939 byl členem Slovenského zemského zastupitelstva. V letech 1942-1943 byl v rámci slovenského štátu členem Státní rady Slovenské republiky.